# Tymienice (województwo łódzkie)
Tymienice – wieś w Polsce położona w województwie łódzkim, w powiecie zduńskowolskim, w gminie Zduńska Wola.
W latach 1975–1998 miejscowość położona była w województwie sieradzkim.
Do 1939 r. był to majątek Siemiątkowskich. Jego właścicielem był syn Siemiątkowskich z sąsiednich Wojsławic. Według "Gazety Kaliskiej" (nr 49/1896) pod kierunkiem specjalisty z Francji powstała tu pierwsza w kraju fabryka sabotów (trepów).
Zachował się dwór i budynki gospodarcze. Dwór wybudowano zapewne w latach 20. XX w. Jest to budynek parterowy, na planie prostokąta, z dwoma poprzecznymi skrzydłami od frontu, nakryty dwuspadowym dachem. Półkolistą przestrzeń między skrzydłami wypełnia taras. Wnętrze trzytraktowe z salonem na osi – w nim kominek. Obok dworu piętrowy spichlerz z łamanym dachem, oszkarpowany. Pozostałością po parku jest staw. Stan zachowania dobry. Całość zeszpecona sąsiedztwem nowych budynków postawionych przez aktualnego użytkownika – zakład przetwórstwa owocowego.
Przy drodze przez wieś zabytkowa figura św. Jana Nepomucena w kapliczce z XVII w.